# Cliff Jackson
Pour les articles homonymes, voir Jackson.
Clifton Luther "Cliff" Jackson (19 juillet 1902, Culpeper, Virginie - 24 mai 1970, New York), est un pianiste de jazz, un des spécialistes du style stride de Harlem.